# Стексово
Стексово (рос. Стексово) — село у Нижньогородській області Росії, адміністративний центр Стексовської сільської ради Ардтатовського муніципального району.

## Населення
| 1999 | 2002 | 2010 |
| ---- | ---- | ---- |
| 787  | ↘750 | ↘614 |